# Tension (phonétique)
Pour les articles homonymes, voir Tension.
En phonétique articulatoire, la tension est un trait phonétique mal défini que l'analyse traditionnelle lie au degré de tonus musculaire des organes phonateurs, bien que le fait n'ait pas été confirmé par l'expérimentation. Elle peut affecter la production des voyelles, des consonnes ou la syllabe entière. Elle accompagne fréquemment d'autres traits phonétiques comme la quantité vocalique, la quantité consonantique ou le voisement.
Certaines langues font un usage phonologique d'une distinction de tension, c'est-à-dire qu'elles l'utilisent pour distinguer certains de leurs phonèmes, le plus souvent cependant en corrélation avec d'autres variations phonétiques. Modifier la tension d'un son peut alors aboutir à modifier le sens d'un mot.
Quand la distinction de tension affecte les voyelles, on oppose voyelles tendues et voyelles relâchées ; Quand elle affecte les consonnes, on oppose consonne forte (ou fortis) et consonne douce (ou lenis). Dans le cas de la tension syllabique, il ne s'agit plus d'une opposition de phonèmes mais d'une opposition prosodique de phonation.
Le français, s'il n'ignore pas ces distinctions du point de vue de la phonétique, ne les utilise pas dans sa phonologie.

## Tension consonantique
Dans de nombreuses langues, la différence de tension consonantique n'est pas distinctive par elle-même, mais accompagne une opposition primaire de voisement entre deux séries de consonnes, sourdes et sonores. Les consonnes sourdes sont alors le plus souvent réalisées comme fortes et les sonores comme douces : c'est par exemple le cas du français. La différence de tension peut alors préserver la distinction des deux séries dans des contextes phonétiques où l'opposition de voisement est neutralisée ; ainsi, dans une prononciation soignée du français, le d assourdi de médecin ne se confond pas avec un t (le partenaire sourd de d dans le système consonantique du français) car il reste une douce tandis que t est une forte. On peut alors opposer médecin [med̥sɛ̃] et pète-sec [pɛtsɛk], quoique la distinction de voisement soit neutralisée devant [s] par assimilation régressive de sonorité. En revanche, dans un registre de langue moins surveillé, l'assimilation pourra être totale : [metsɛ̃]. Ces remarques ne s'appliquent naturellement que dans les prononciations où le e caduc interne est muet ; dans les prononciations qui le maintiennent, par exemple en français méridional, il n'y a pas lieu d'y avoir assimilation de sonorité puisque ce e prévient le contact entre consonnes qui détermine l'assimilation de sonorité.[réf. souhaitée]
Si elle est fréquente, l'opposition de sourdes fortes à des sonores douces n'est cependant pas générale : par exemple, l'arabe est au contraire une langue à sonores fortes et à sourdes douces.
D'autres langues en revanche font usage de la tension consonantique comme trait distinctif de leurs consonnes.
- En akhvakh, une langue caucasienne parlée au Daghestan, il existe quatre séries d'occlusives : aspirées fortes, aspirées douces, glottalisées, non-glottalisées, sans que soit fait usage d'une distinction de voisement puisque toutes ces consonnes sont sourdes. Par exemple, les occlusives bilabiales sont [pʰ b̥ʰ pˀ p].
- Le chipewyan, une langue athapascane parlée au Canada, distingue trois séries de consonnes, douces, aspirées et éjectives, toutes sourdes également : t tʰ tʼ.
- En chleuh, une langue berbère, on trouve une double opposition de sonorité et de tension.

Pour certaines langues, il peut être difficile d'établir sur quels traits distinctifs se base la distinction de plusieurs séries de consonnes, et si la tension y joue un rôle réellement distinctif. 
- Le coréen distingue trois séries de consonnes, souvent transcrites [p t k] - [pʰ tʰ kʰ] - [pʼ tʼ kʼ]. Le contraste entre la série [p] et la série [pʼ] est parfois décrit en termes de tension : la première est douce et la seconde est forte. Dans ce cas, la définition de la tension implique une plus grande tension glottale[2].
- Dans certains dialectes gaéliques irlandais et écossais, il existe une distinction phonologique entre les sons [l lʲ n nʲ] d'une part et [ɫˑ ʎˑ nˠˑ ɲˑ] d'autre part. Le contraste a été décrit comme celui de consonnes douces (la première série) et fortes (la seconde série) : mais il n'est pas établi dans ce cas que jouent d'autres caractéristiques phonétiques que la quantité consonantique[3].
- Certains linguistes affirment que la distinction entre les deux séries d'occlusives de l'allemand : [p t k] ~ [b d g], traditionnellement décrite comme un contraste de voisement, s'analyse mieux comme contraste de tension, puisque la seconde série est prononcée sourde au sud de l'Allemagne. Cette analyse s'applique particulièrement bien aux dialectes alémaniques, qui distinguent deux séries de consonnes pourtant toutes deux sourdes et non aspirées. Que la distinction fasse véritablement intervenir la tension musculaire, plutôt que la quantité consonantique, fait néanmoins débat[4].

La tension consonantique ne possède pas de signe propre dans l'alphabet phonétique international. Cela ne pose pas de problème dans les langues qui possèdent une corrélation de tension plutôt que de voisement : on peut simplement réemployer les signes des sonores pour représenter les douces et ceux des sourdes pour les fortes. Le caractère phonétiquement sourd ou sonore peut alors être souligné par l'emploi de diacritiques prévus à cet effet : rond souscrit [d̥] pour le dévoisement, coin souscrit [t̬] pour le voisement. Mais quand tension et voisement se rencontrent de pair, il est nécessaire d'ajouter des signes spéciaux : [d͈] pour un d fortis (double ligne verticale souscrite) et [t͉] pour un t lenis (angle gauche souscrit).

## Tension vocalique
En général, les voyelles tendues sont plus fermées (ce qui correspond à des premiers formants plus bas) que leurs correspondantes relâchées. On les décrit parfois aussi comme articulées avec une plus grande avancée de la racine de la langue, mais ce n'est pas général ; dans certaines langues ce sont les voyelles relâchées qui sont articulées avec une plus grande avancée de la racine de la langue, et dans une même langue ce trait peut varier selon que les voyelles sont antérieures ou postérieures, ouvertes ou fermées. La définition traditionnelle selon laquelle les voyelles tendues sont articulées avec un plus grand tonus musculaire que les voyelles relâchées n'a pas été confirmée expérimentalement. Selon une autre hypothèse, les voyelles relâchées sont plus centralisées que les voyelles tendues. Certains linguistes enfin pensent que la distinction n'est pas corrélée à un trait phonétique spécifique.
L'alphabet phonétique international possède des signes particuliers pour certaines voyelles relâchées : par exemple les voyelles tendues [i], [y], [u] ont pour correspondantes relâchées [ɪ], [ʏ], [ʊ].
Le français de France ne connaît que des voyelles tendues dans sa prononciation. En revanche, le français québécois possède les voyelles relâchées [ɪ ʏ ʊ] comme allophones des voyelles tendues [i y u]. Elles apparaissent typiquement en syllabe fermée par une consonne autre que [ʁ v z ʒ] (certaines variétés tendent à généraliser le relâchement même à ces positions) : vite, lustre, poule sont ainsi prononcés [vɪt], [lʏstʀ], [pʊl]. La règle est générale en syllabe accentuée mais seulement facultative en syllabe inaccentuée.
Dans plusieurs variétés de langues germaniques, dont l'anglais dans la Received Pronunciation, l'allemand standard et le néerlandais, il existe une corrélation entre tension et quantité vocaliques : les voyelles tendues y sont plus longues que les voyelles relâchées. Dans d'autres cependant, comme l'anglais écossais, le scots et l'islandais, cette corrélation n'existe pas. Comme les voyelles relâchées des langues germaniques n'apparaissent généralement qu'en syllabe fermée (ou entravée), elles sont aussi appelées parfois voyelles entravées, tandis que les voyelles tendues sont alors appelées voyelles libres comme elles peuvent apparaître en fin de syllabe (syllabe ouverte ou libre).

## Tension syllabique
La tension phonétique peut également s'étendre à l'ensemble d'une syllabe, alors articulée dans son entier avec une tension ou un relâchement général des organes phonateurs. Cela se manifeste par une distinction de phonation au niveau de la syllabe, qui peut être employée à des fins distinctives. On parle alors de langue à registres, ou plus spécifiquement à registres de qualité de voix.
C'est par exemple le cas du môn. Dans cette langue, il existe une opposition entre syllabes tendues, prononcées à voix claire, et syllabes relâchées, prononcées à voix soufflée.
- [mai] signifie « veuve » prononcé tendu, mais « indigo » prononcé relâché ;
- [ʰnoa] signifie « présages » prononcé tendu, mais « crête de coq » prononcé relâché[9].

La transcription de la tension syllabique n'a pas été prévue en tant que telle dans l'alphabet phonétique international ; elle peut être indiquée indirectement par les diacritiques notant les différentes phonations.